# 特里·克罗斯比
特里·戴尔·克罗斯比（英語：Terry Dale Crosby，1957年1月4日—），美国NBA联盟前职业篮球运动员。他在1979年的NBA选秀中第3轮第18顺位被堪萨斯城国王选中。